# Richard Crenna
Richard Donald Crenna (n. 30 noiembrie 1926, Los Angeles, California, SUA – d. 17 ianuarie 2003, Los Angeles, California, SUA) a fost un actor american de film, televiziune și radio și ocazional regizor de televiziune.

## Filmografie
- 1952 Red Skies of Montana
- 1952 The Pride of St. Louis
- 1952 It Grows on Trees
- 1956 Over-Exposed
- 1957–1963 The Real McCoys

- 1965 John Goldfarb, Please Come Home
- 1966 Made in Paris
- 1966 The Sand Pebbles
- 1967 Așteaptă până se întunecă (Wait Until Dark), regia Terence Young
- 1968 Star!
- 1969 Midas Run
- 1969 Naufragiați în spațiu (Marooned), regia John Sturges

- 1971 The Deserter
- 1971 Red Sky at Morning
- 1971 Catlow
- 1972 Polițistul (Un Flic), regia Jean-Pierre Melville
- 1973 The Man Called Noon
- 1973 Jonathan Livingston Seagull
- 1975 Breakheart Pass
- 1978 Devil Dog: The Hound of Hell
- 1978 Maleficul (The Evil), regia Gus Trikonis
- 1978 A Fire In The Sky
- 1978 Centennial

- 1980 Vasul morții (Death Ship), regia Alvin Rakoff
- 1981 Body Heat
- 1982 Rambo I (First Blood), regia Ted Kotcheff
- 1982 It Takes Two (serial TV)
- 1983 Table for Five
- 1984 The Flamingo Kid
- 1984 Terror in the Aisles (documentar, imagini de arhivă)
- 1985 The Rape of Richard Beck
- 1985 Rambo: First Blood Part II, regia George P. Cosmatos
- 1985 Summer Rental
- 1988 Rambo III, regia Peter MacDonald
- 1989 Leviathan

- 1993 Hot Shots! Part Deux
- 1994 Jonathan Stone Threat of Innocence
- 1995 A Pyromaniac's Love Story (nemenționat)
- 1995 Jade, regia William Friedkin
- 1995 Sabrina
- 1997 20.000 leghe sub mări (20,000 Leagues Under the Sea), regia Michael Anderson
- 1998 Wrongfully Accused
- 1999–2002 Judging Amy

- 2001 By Dawn's Early Light
- 2001 The Day Reagan Was Shot
- 2008 Rambo IV, regia Sylvester Stallone  (imagini de arhivă/nemenționat)
- 2014 Rambo: The Video Game (Voce/Personaj asemănător/nemenționat)

## Legături externe
Materiale media legate de Richard Crenna la Wikimedia Commons
- Richard Crenna la Internet Movie Database
- Format:Emmytvlegends name
- Richard Crenna la Find a Grave